# Principat de Khizan, Isbayerd i Muks
El principat de Khizan, Isbayerd i Muks fou un petit Estat autònom kurd dels segles XIII a xix. Estava format per Khizan, Isbayerd (Sparhet o Ispert) i Muks (Mukus). El feu estava situat a la riba dreta del Bohtan i s'estenia fins a Marwanan. El feu principal pertanyia als Namiran.
La tradició diu que fou fundat per tres germans arribats de Belidjan al segle xii.